# Вуппертальська підвісна дорога
Ву́ппертальська підвісна́ доро́га (нім. Wuppertaler Schwebebahn) — муніципальна підвісна монорейкова дорога у Вупперталі (Німеччина). Це найстаріша у світі електрична надземна залізниця з підвісним рухомим складом, що являє собою унікальну систему. Ця дорога ніде більше в світі не копіювалася як модель громадського транспорту.

## Історія
Спочатку спроєктована інженером Євгеном Ландженом для Берліна, Вуппертальска підвісна дорога була побудована між 1887 і 1903 роками, перша її лінія відкрита у 1901 році. Вона досі використовується як громадський транспорт і щороку перевозить близько 25 мільйонів пасажирів (2008).
Підвісна дорога завдовжки в 13,3 кілометра здебільшого тягнеться вздовж річки Вуппер на висоті 12 метрів, і лише трикілометрова частина проходить над вулицями міста на висоті 8 метрів — її називають сухопутним маршрутом.

## Фотогалерея

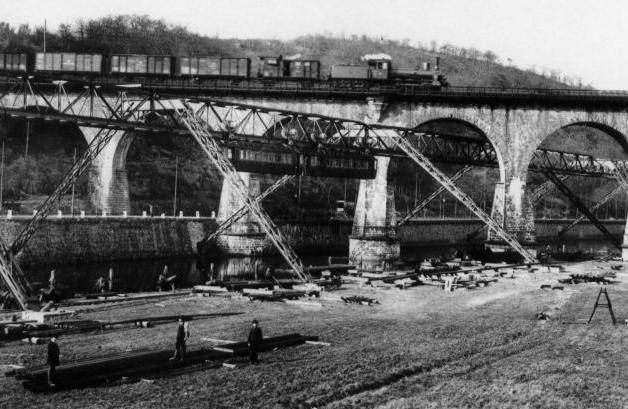
Будівництво Вупертальської підвісної дороги у 1901 році.
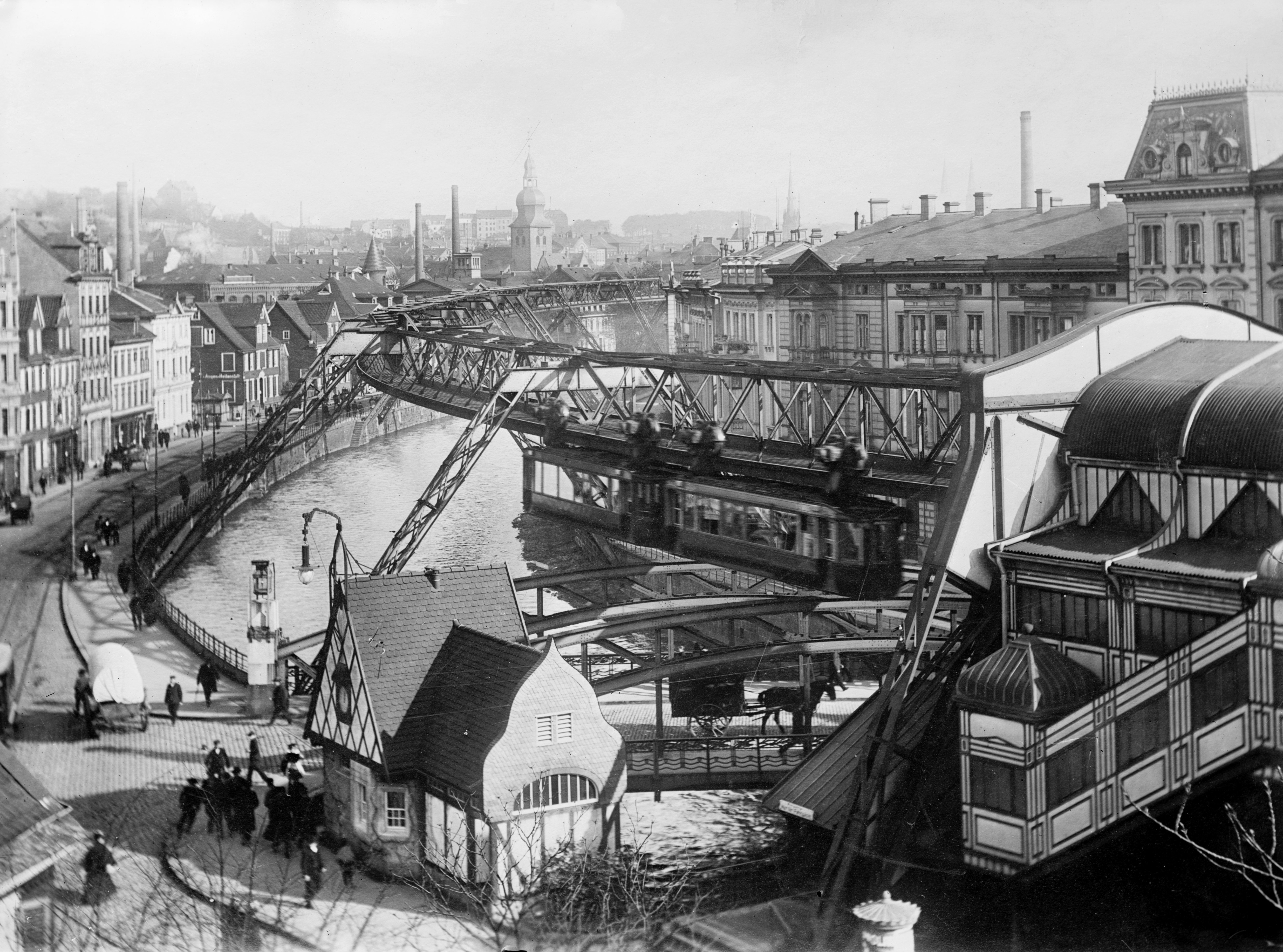
Вупертальська дорога у 1913 році.
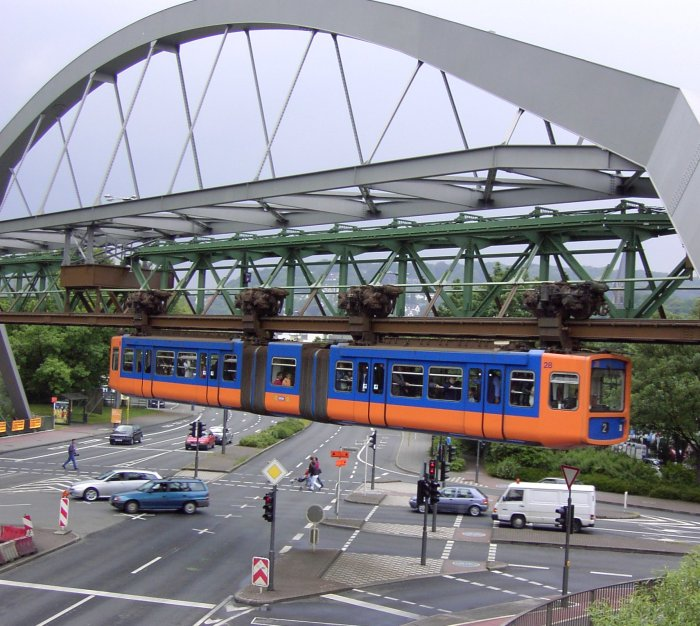
Перетин перехрестя, 2004 рік
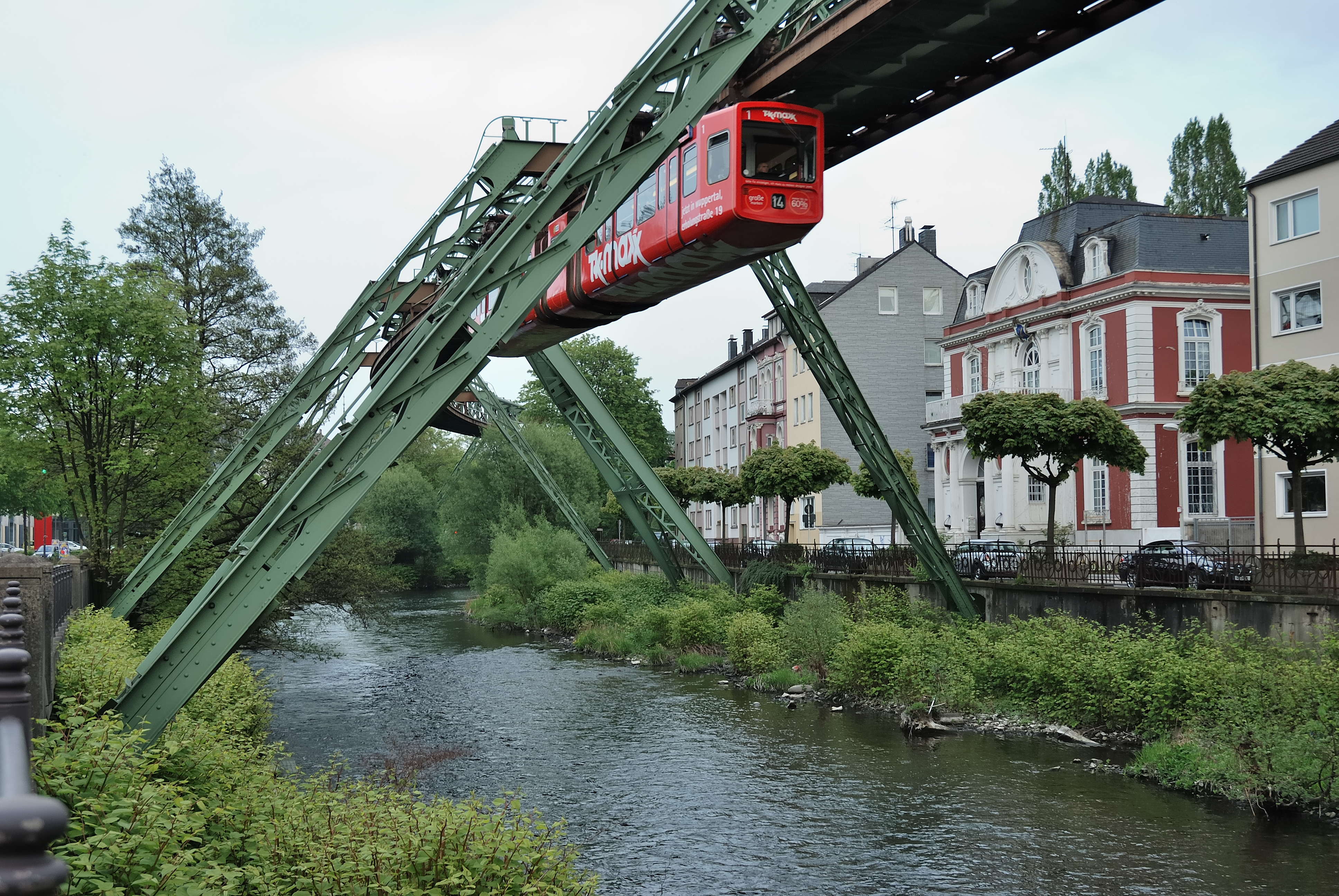
Вагони підвісного метро над річкою Вуппер, 2010 рік
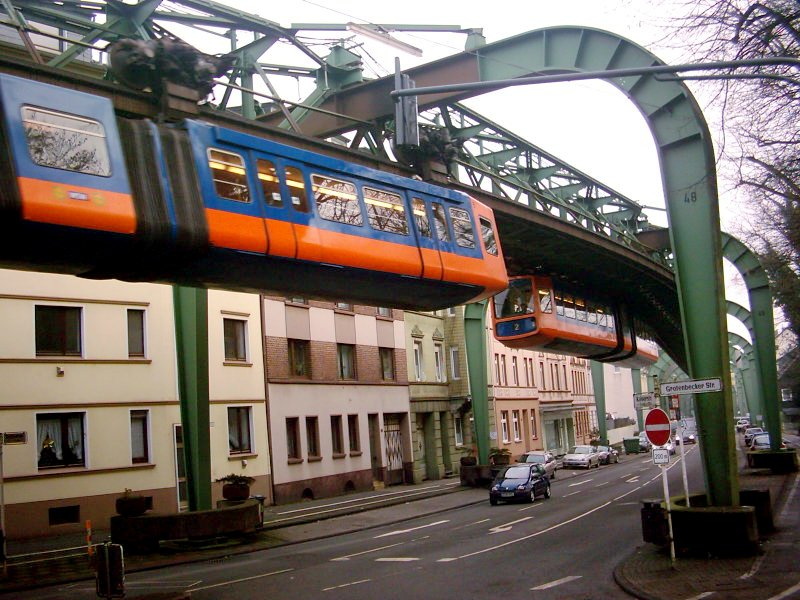
Сухопутна частина лінії
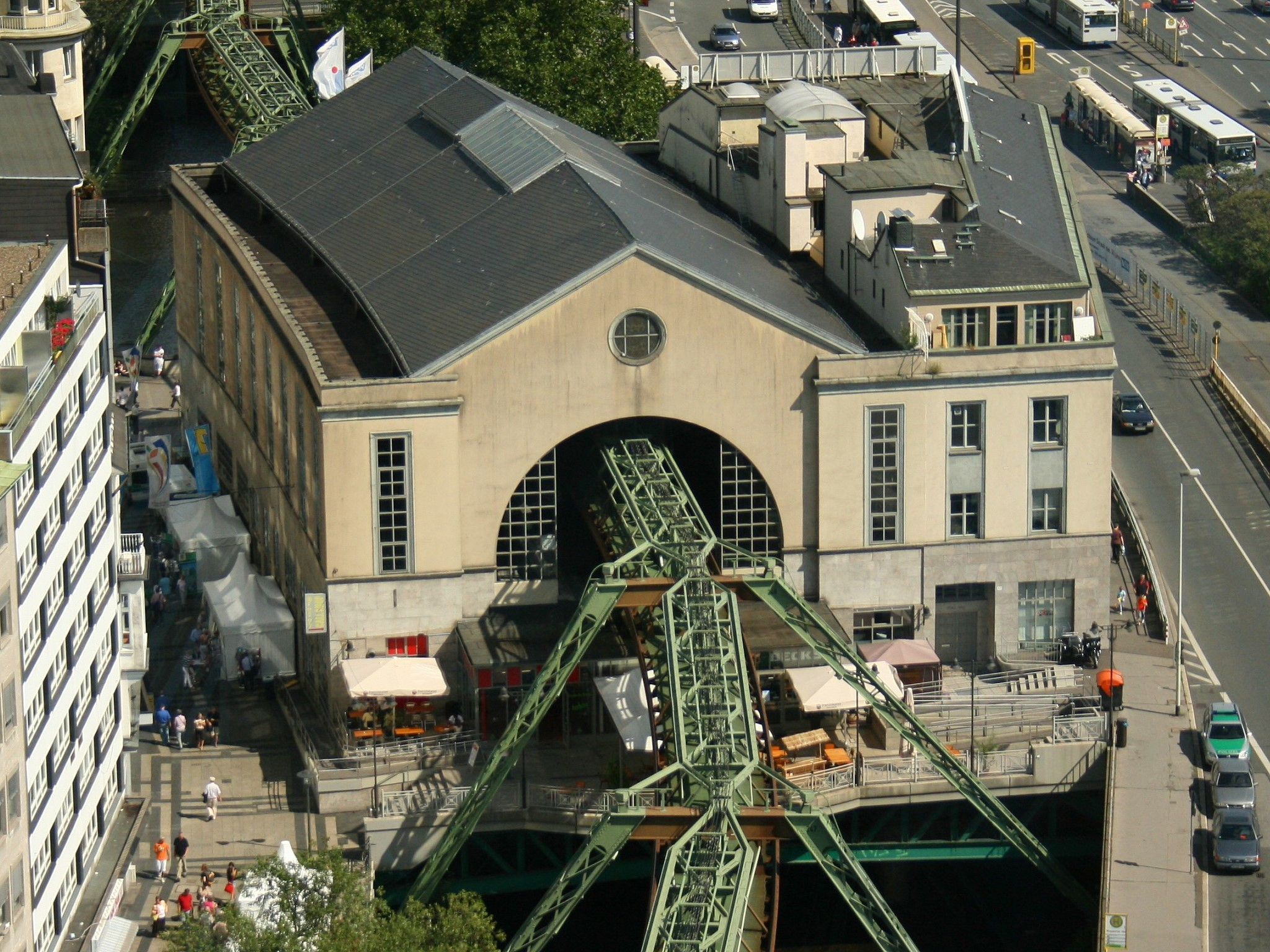
Станція "Hauptbahnhof", 2008
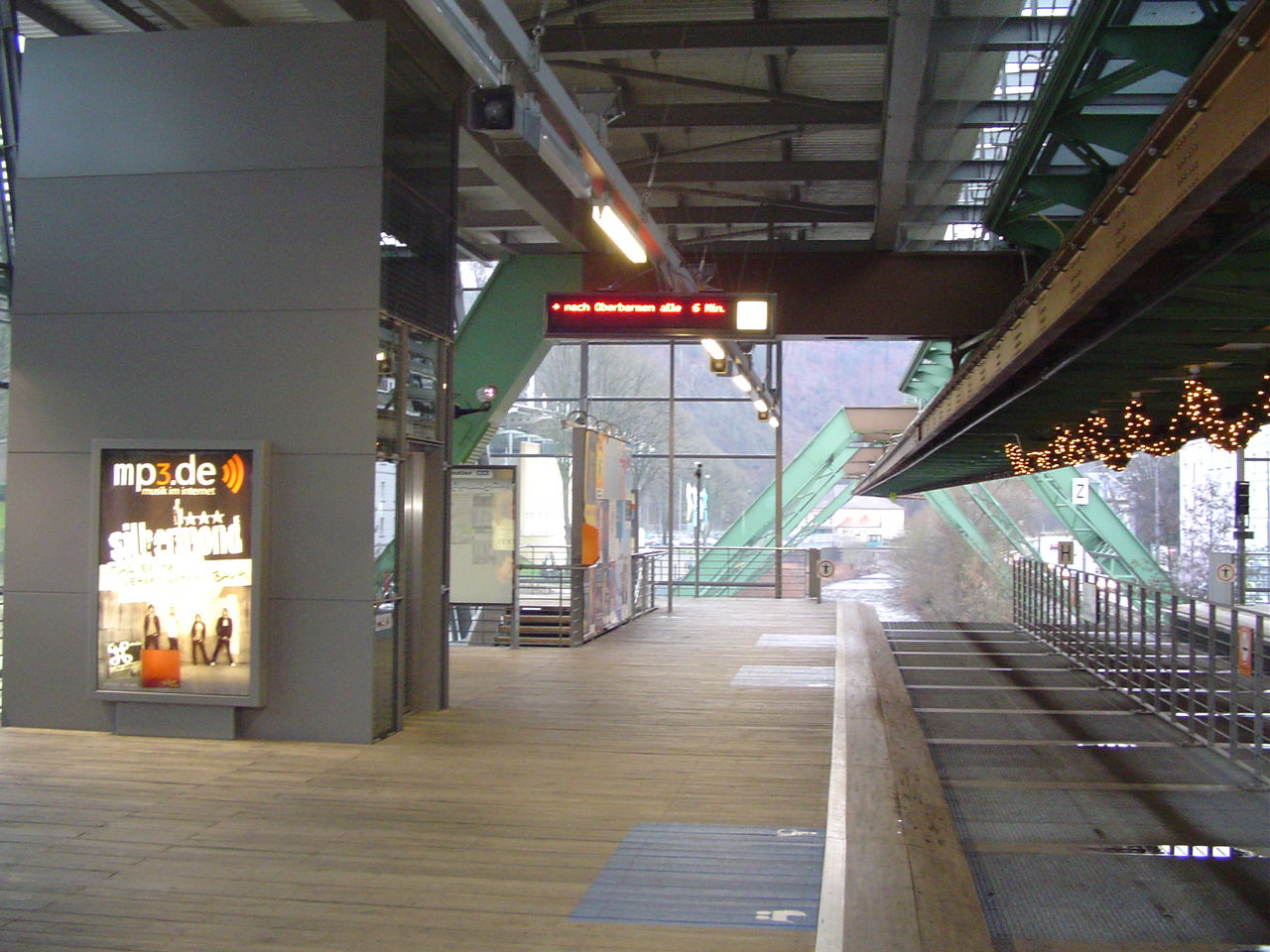
Станція "Zoo/Stadion", 2006
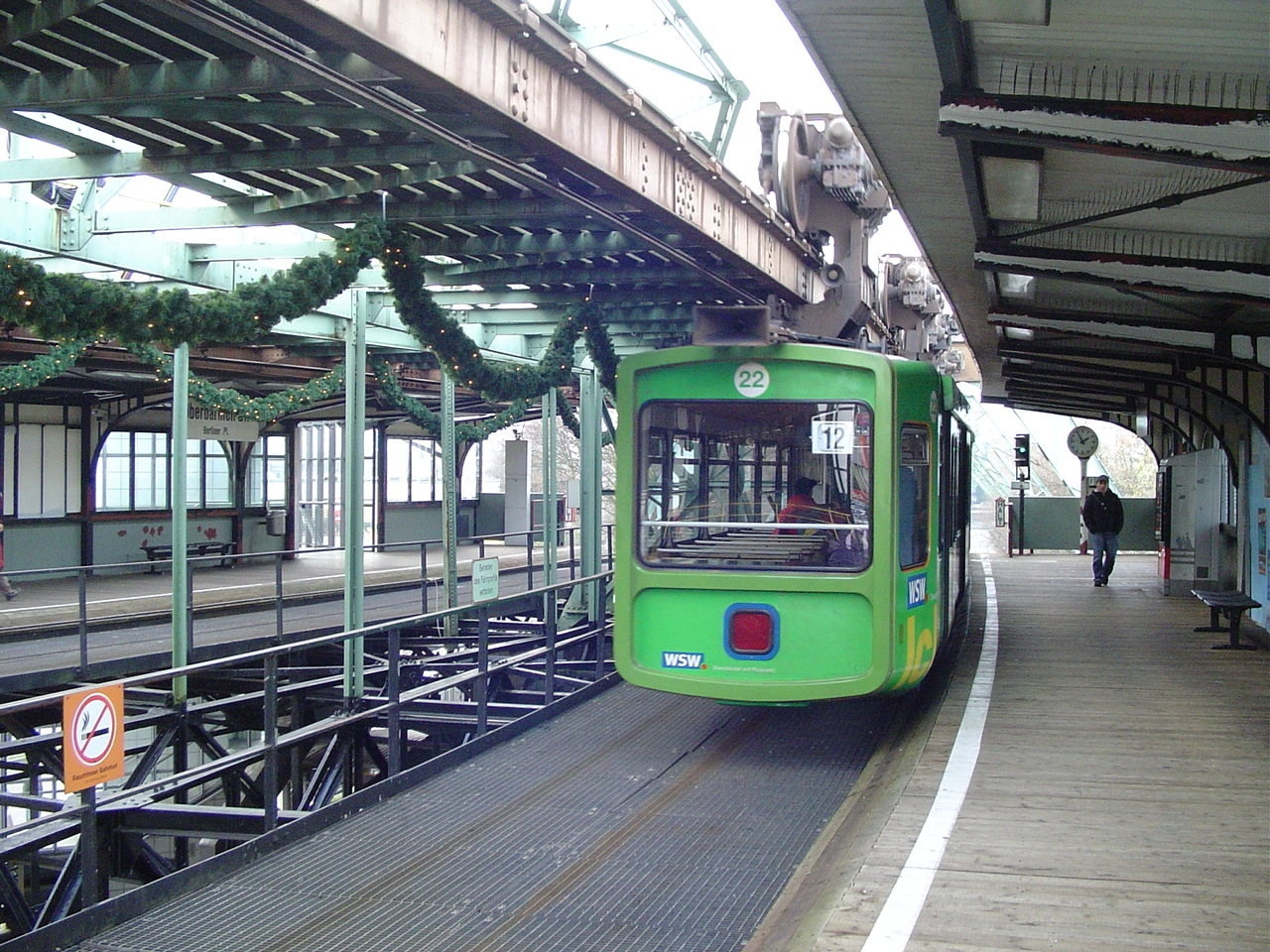
Вагон метро на станції "Oberbarmen Bf", 2006
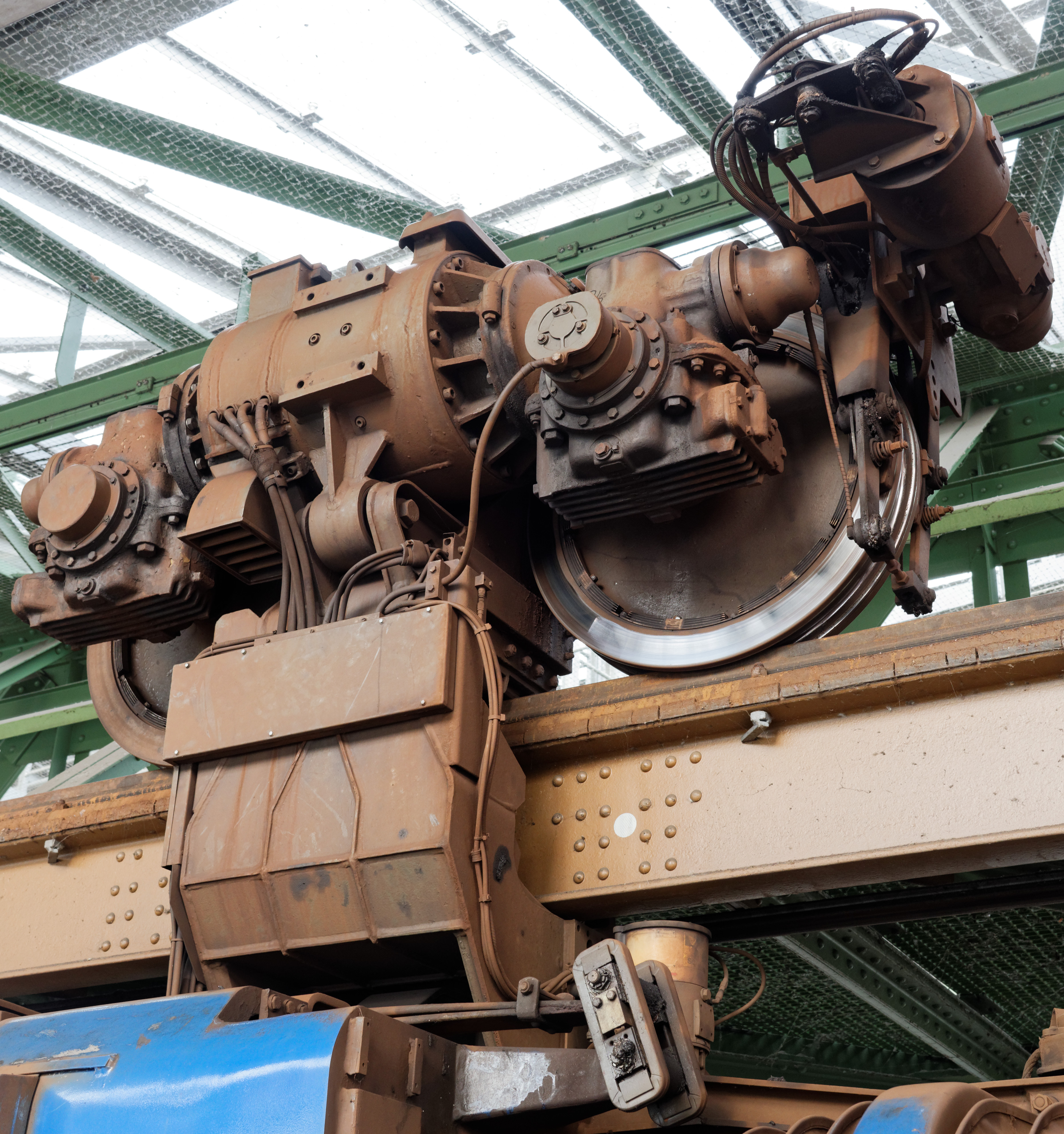
Деталь підвіски, колеса і двигун
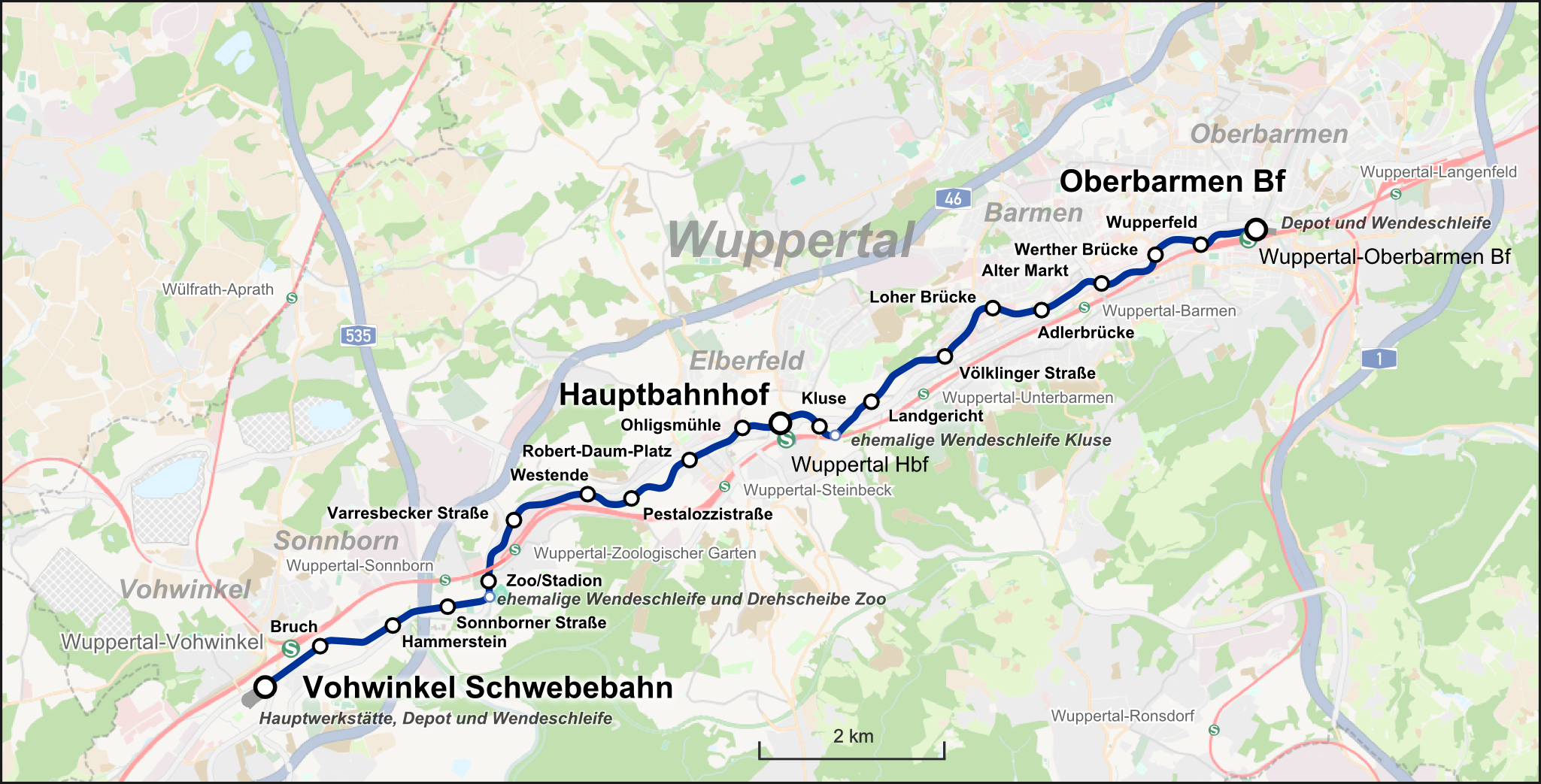
Схема руху Вупертальського підвісного метро

## Інциденти та аварії

### Інцидент зі слоном

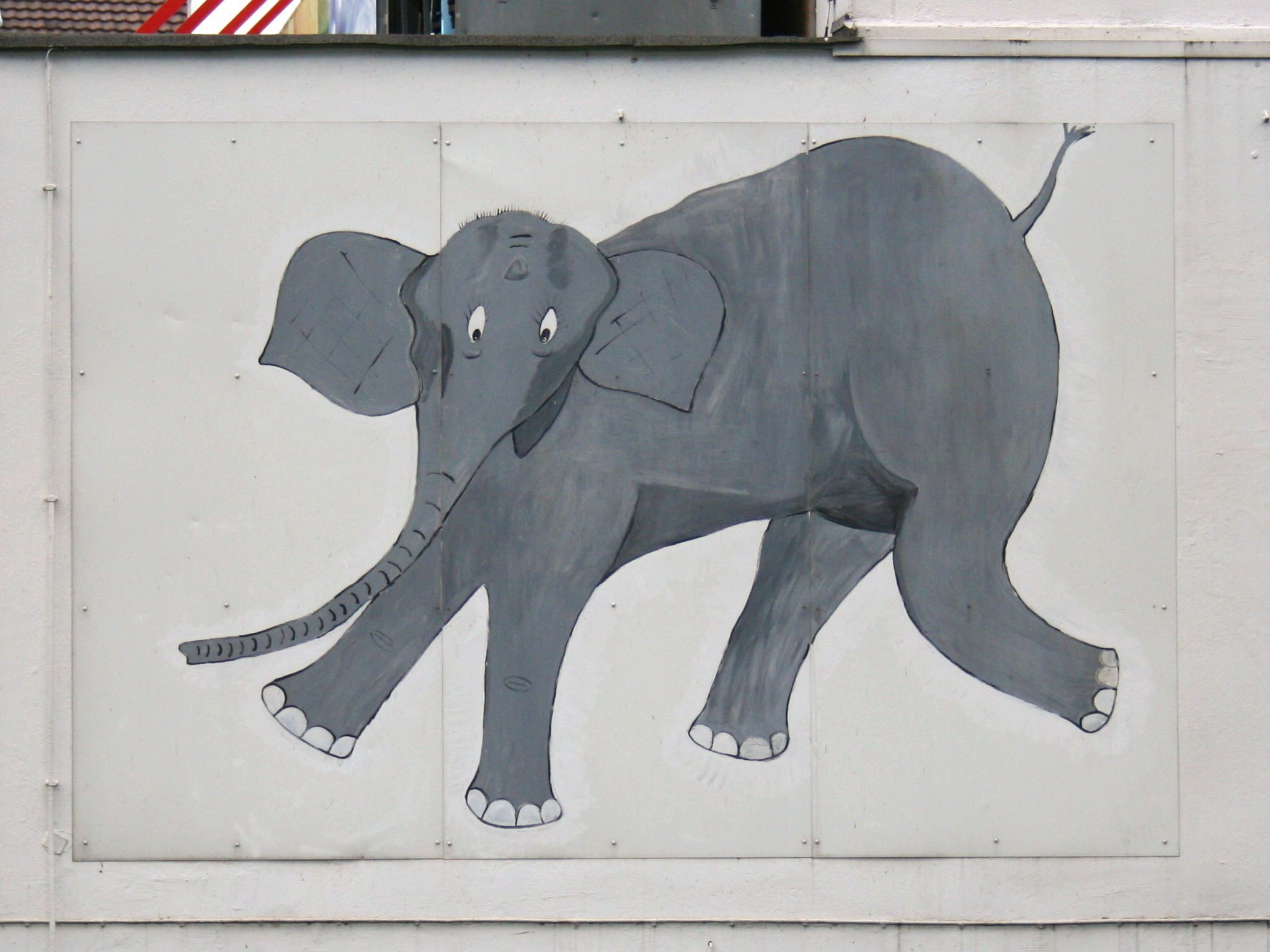
Зображення слоненяти, що падає, на стіні будинку неподалік від місця падіння

21 липня 1950 року, директор цирку «Althoff» Франц Альтгоф в рекламних цілях вирішив проїхатися залізницею між станціями Rathausbrücke (міст Ратуші) і Adlerbrücke (Орлів міст) з 5-річним слоненям на прізвисько Туффі. Через деякий час, почувши незнайомий шум та вібрації, тварина занервувала і, проломивши бічну стінку вагона, вистрибнула з 10-метрової висоти в річку Вуппер. Внаслідок падіння слоненя майже не ушкодилось, але декілька журналістів, що перебували з ним в одному вагоні, через паніку, що виникла в результаті інциденту, отримали незначні поранення. Через паніку ж, ніхто з тих, хто перебував у вагоні, не зробив фото цієї події, а на березі фотографів не виявилося. Пізніше був опублікований лише фотомонтаж стрибка.
Зараз поруч з місцем події (між станціями «Alter Markt» (Старий ринок) та «Adlerbrücke») на стіні будинку намальоване слоненя, що падає.

### Аварія 1999 року

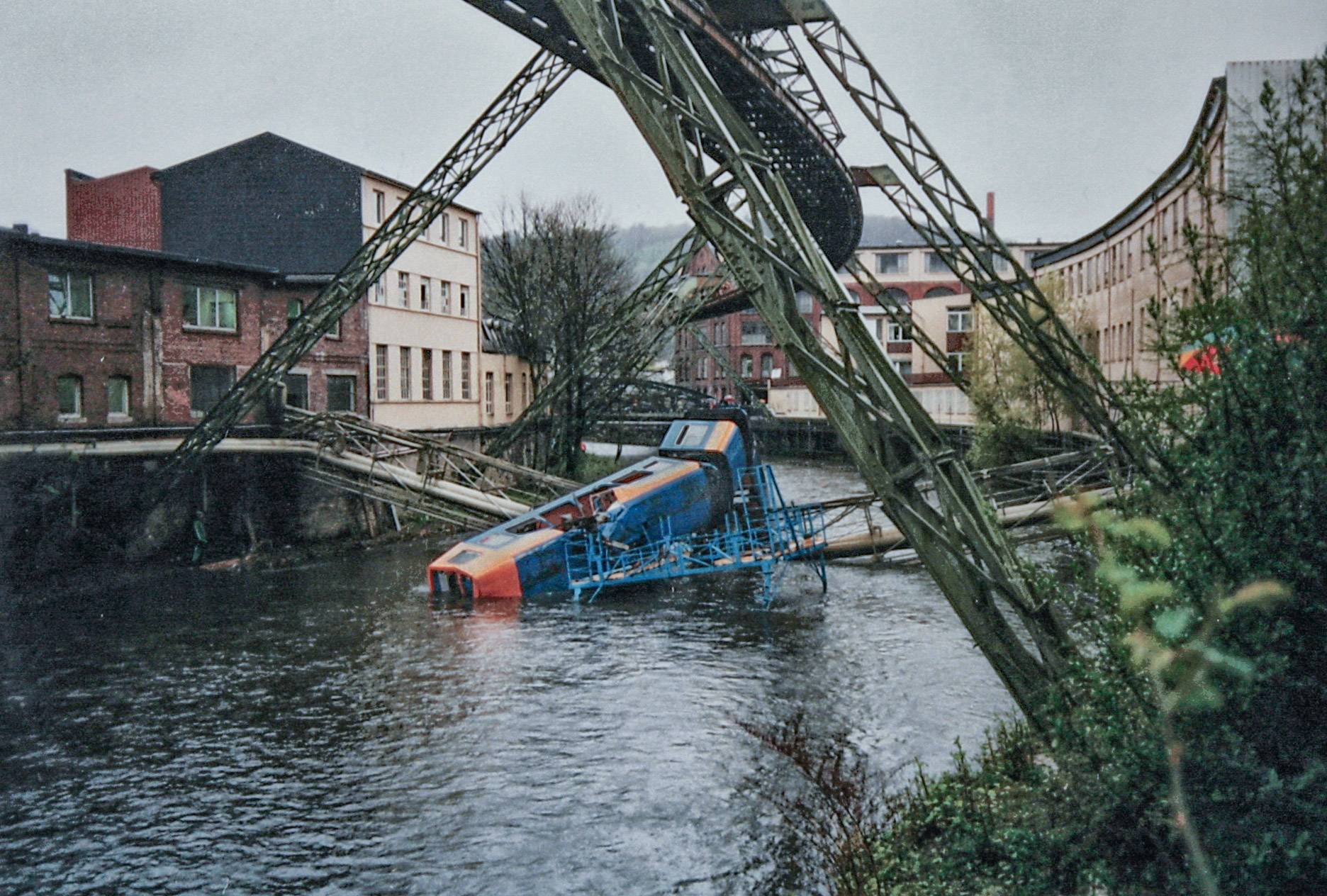
Аварія 1999 року

Найбільша і єдина в історії аварія із загиблими сталася на монорейці 12 квітня 1999 року, коли потяг зірвався і впав у річку. При цьому 5 осіб загинули і 47 отримали поранення. Причиною став металевий затискач, залишений на колії після закінчення ремонтних робіт через недбалість.